# Grémévillers
Grémévillers ist eine französische Gemeinde mit 479 Einwohnern (Stand 1. Januar 2022) im Département Oise in der Region Hauts-de-France. Die Gemeinde liegt im Arrondissement Beauvais und ist Teil der Communauté de communes de la Picardie Verte und des Kantons Grandvilliers.

## Geographie
Die Gemeinde liegt etwa auf halbem Weg zwischen Songeons und Marseille-en-Beauvaisis. Sie umfasst die Weiler Choqueuse und Frétoy.

## Geschichte
Das 1630 errichtete Schloss wurde 1956 abgebrochen; erhalten sind nur Reste der Umfassungsmauer.

## Einwohner
| 1962 | 1968 | 1975 | 1982 | 1990 | 1999 | 2006 | 2011 |
| ---- | ---- | ---- | ---- | ---- | ---- | ---- | ---- |
| 307  | 270  | 289  | 301  | 289  | 355  | 346  | 412  |

## Verwaltung
Bürgermeister (maire) ist seit 2001 Joël Bernardin.

## Sehenswürdigkeiten

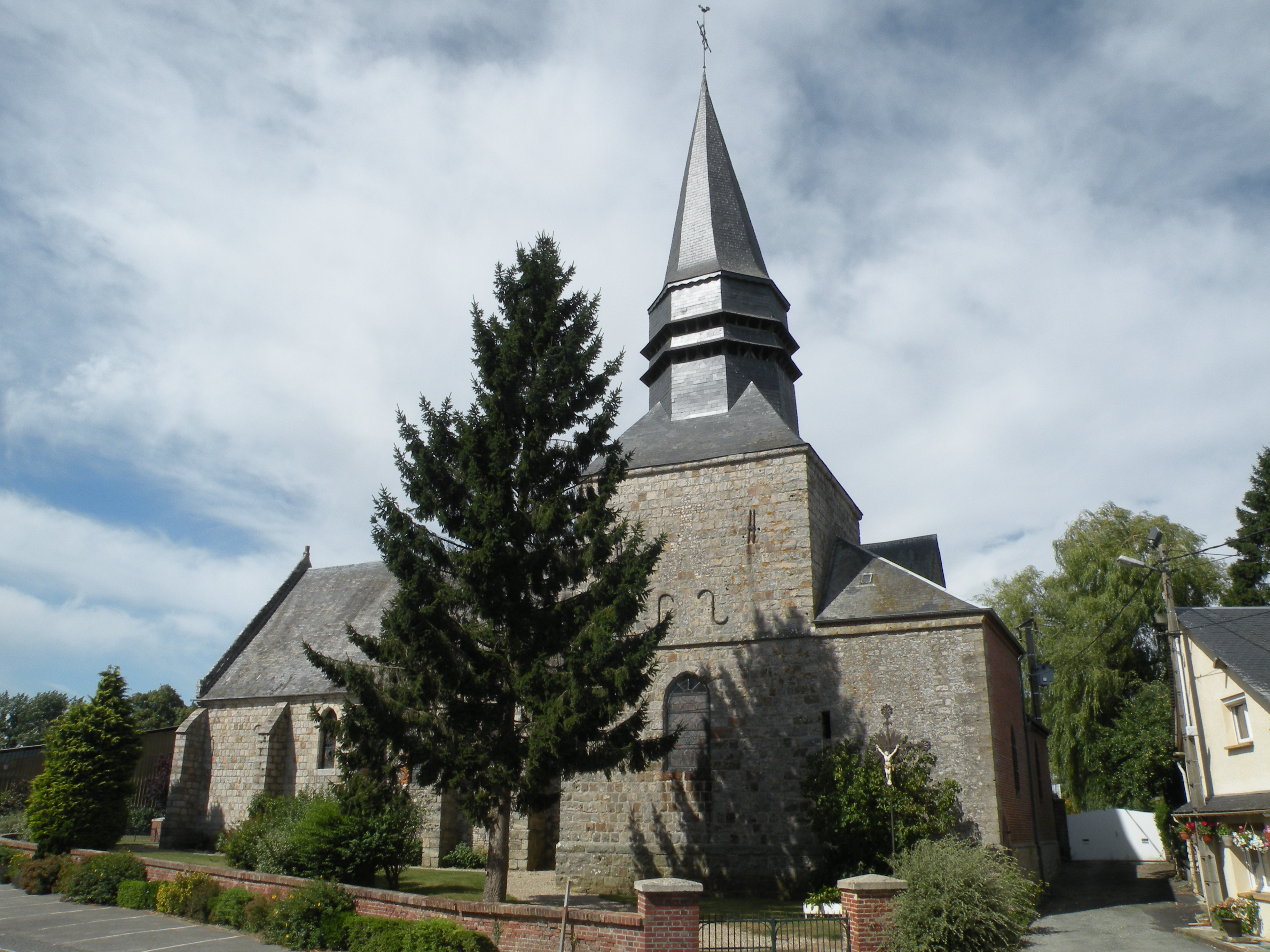
Kirche Saint-Rémi

- Kirche Saint-Rémi aus dem 17. Jahrhundert[1]
- Kapelle Notre-Dame-du-Bon-Secours aus dem Jahr 1620 in Frétoy[2]